# 日本発達障害ネットワーク
一般社団法人日本発達障害ネットワーク（にほんはったつしょうがいネットワーク）は、発達障害のある人およびその家族に対する支援、啓発活動を行う全国連合会組織である。略称はJDDネット。

## 概要
2005年12月に発足し、2008年12月現在、正会員(全国団体)17、エリア会員46の団体が加盟しており、当事者団体だけでなく、発達障害関係の学会・研究会、職能団体や全国団体・地方団体も含めた、幅広いネットワークであり、障害の種別、学会・学派、職種、立場や主張、地域等の壁を越え、当事者支援を主眼に置いたネットワークである。代表は、北海道大学大学院教授で、児童精神科医の田中康雄。顧問は、参議院議員の尾辻秀久。2006年から会報を発行、公式サイトでバックナンバーを公開している。

## 活動内容
- 啓発書籍の発行
  - 『発達障害の早期発見、早期支援ガイドブック』（無料）
  - 『発達障害児のための支援制度ガイドブック』500円（税込）
- 各種パンフレットの発行
  - 「子どもが育てにくい・育児がうまくいかない」（1歳半の子育て編）
  - 「子どもが育てにくい・育児がうまくいかない」（3歳の子育て編）
  - 「子どもが育てにくい・育児がうまくいかない」（就学前の子育て編）

## 会員
- NPO法人 アスペ・エルデの会
- NPO法人 えじそんくらぶ
- NPO法人 エッジ
- 全国LD親の会
- 日本自閉症協会
- 日本LD学会
- 一般社団法人 発達･精神サポートネットワーク